# メルキオル・フランク
メルヒオール・フランク （Melchior Franck [ˈmɛlçioːɐ ˈfraŋk], 1579年 頃～1639年6月1日）は、後期ルネサンスから初期バロックへの過渡期に活躍したドイツの作曲家。きわめて多作なプロテスタント教会音楽の作曲家。とりわけモテットが多い。ヴェネツィア楽派の作曲様式の革新を、アルプスを越えてドイツへと北上させた。 

## 生涯
当時の作曲家にはよくあるように、生い立ちに関する詳細ははっきりしない。ツィッタウに生まれ、おそらく同地でクリストフ・デマンティウスに師事した後、アウクスブルクでアダム・グンペルツハイマーに学ぶ。1601年 までにニュルンベルクで音楽教師として過ごした。このとき、ハンス・レーオ・ハスラーに出会い、ヴェネツィア楽派の複合唱様式と、盛期ルネサンスのポリフォニー様式の両面にわたって薫陶を受け、その双方を自らの作曲活動で採用するに至る。
1602年にコーブルク公ヨハン・カジミールの宮廷楽長に任命され、終生にわたってコーブルクにとどまる。コーブルク時代の始まりは、フランクにとってこの地位が理想的に思われた。庇護者に支持され、創作活動を続けるうえで必要な資金にも恵まれたのである。だが不幸にも、三十年戦争によってコーブルク周辺は荒廃し、軍人による掠奪に加えて、軍隊のチフス感染のためにコーブルク全域は人口が減少し、経済は壊滅状態に陥った。幸運にもフランクは、この恐ろしい時期にも、楽長職を失したハレのザムエル・シャイトとは対照的に、音楽家として生計を立てることができた。それでも不幸なことに、妻と子供のうちの二人とを喪っている。

## 作品
メルヒオール・フランクは人気のある作曲家で、厖大な数の作品を遺しており、曲集にして40点のモテット集（個別に数えると総計600曲あまり）がある。それに加えて世俗曲も作曲しており、クォドリベット、ビチニアとトリチニア（ポリフォニックな詩篇唱を器楽用に編曲したもののうち、2声体で編曲されたものが前者、3声体によるものが後者）、舞曲、さまざまな曲集などがある。
メルヒオール・フランクのモテットは、様式が多彩である。多くはプロテスタント教会音楽に特有のモテットの変種すなわちコラール・モテットであり、ドイツ語のテクストに作曲されている。ほとんどすべての曲はラッスス流の後期ルネサンス音楽の音楽語法が使われ、慎重に操作される不協和音や、よどみなく流れるポリフォニーを特徴とする。いくつかの作品は単純で、ホモフォニーを基調とし、テクストへの曲付けに際しておそろしく忠実な配慮がなされている。（これは、カトリック教会の対抗改革期の音楽にも見られた風潮であり、以前の世代の音楽に対する反発となっている。）
それ以外の作品は、ヴェネツィア楽派の実践に関連した複合唱様式で作曲されているが、合唱同士の空間上の距離がないという点は、ヴェネツィア楽派との重要な相違である。しかしなどくら最も異例なのは、《コントラプンクトゥス Contrapuncti 》と呼ばれる1602年の曲集であり、いずれの収録曲も、最も初期のフーガにほかならない（名称も、バッハの《フーガの技法》に収録された各曲を連想させる）。これらは厳格対位法による作品で、真正応答を含み、随所で模倣楽句はストレッタを利用している。
たとえモテットのほとんどが、明快にルネサンス音楽の多声的なイディオムを用いているにせよ、メルヒオール・フランクはしばしば通奏低音や、器楽と声楽による旋律のユニゾンも利用している。より著名で進歩的な、同世代のハインリヒ・シュッツ に比べると保守的な作風ではあったが、しかしその作品は人気が高く、存命中はしばしば出版された。